# پیرپسر (فیلم ۲۰۰۳)
پیرپسر (به هانگول: 올드보이، به انگلیسی: Oldboy) فیلمی در ژانر معمایی مهیج، محصول سال ۲۰۰۳ کشور کرهٔ جنوبی، به کارگردانی پارک چان-ووک و اقتباسی از مجموعه مانگایی ژاپنی به همین نام اثر گارون تسوچیا است.
این فیلم، دومین اثر از سه‌گانهٔ انتقام است که پس از همدردی با آقای انتقام و پیش از بانوی انتقام ساخته شد و داستان آن راجع به ربوده شدن مردیست که بدون اطّلاع از نام و هدف ربایندهٔ خود، به مدّت ۱۵ سال در هتلی زندانی می‌شود.
اولدبوی جایزه بزرگ جشنواره فیلم کن در سال ۲۰۰۴ را از آنِ خود کرد و مورد تحسین رئیس هیئت داوران جشنواره، کوئنتین تارانتینو، واقع شد. در سال ۲۰۰۸ سی‌ان‌ان این فیلم را یکی از ۱۰ فیلم برتر آسیا در تاریخ معرّفی کرد.
در سال ۲۰۱۳ اسپایک لی نسخهٔ بازسازی شدهٔ این فیلم با همین عنوان را کارگردانی کرد.

## داستان
اوته سا مردی خوشگذران در حالیکه به دلیل مستی بازداشت شده‌است در روز تولد دخترش دزدیده می‌شود و برای مدت ۱۵ سال در یک اتاق زندانی می‌شود. در طول ۱۵ سال هیچ‌کس به سراغ او نمی‌آید و هر بار که اقدام به خودکشی می‌کند، توسط افراد ناشناس درمان شده و به اتاق قبلی برگردانده می‌شود. بعد از سپری شدن ۱۵ سال به همان مرموزی روز اول آزاد می‌شود. در حالیکه در طول این ۱۵ سال فقط این یک سؤال در ذهنش تکرار می‌شود؛ چرا؟ سپس او به دنبال پاسخ این سؤال می‌رود…

## طرح داستان
در سال ۱۹۸۸، تاجر اوه ده سو به دلیل مستی دستگیر می‌شود و جشن تولد چهارم دخترش را از دست می‌دهد. پس از اینکه دوستش جو هوان او را از ایستگاه پلیس می‌گیرد، دائه سو ربوده می‌شود و در اتاقی مهر و موم شده هتل از خواب بیدار می‌شود، جایی که غذا از طریق درب حیوان خانگی تحویل داده می‌شود. دائه سو متوجه می‌شود که همسرش به قتل رسیده‌است و او به عنوان مظنون اصلی توسط ربوده کنندگانش معرفی شده‌است. با گذشت سال‌ها از زندان، دائه سو دچار توهم می‌شود، از تنهایی منحرف می‌شود و در نهایت اقدام به خودکشی می‌کند. دائه سو در حالی که پس از بریدن مچ دست خود بیهوش است، احیا می‌شود و بانداژ می‌شود و از مرگ او جلوگیری می‌شود تا اطمینان حاصل شود که او همچنان در رنج زندگی می‌کند. پس از این، دائه سو زمان را با تمرین سایه‌باکسینگ و تلاش برای حفر تونل فرار می‌گذراند تا از اسیرکنندگان خود انتقام بگیرد.
در سال ۲۰۰۳، دائه سو پس از آرام کردن و هیپنوتیزم شدن ناگهان آزاد می‌شود. دائه سو از خواب بیدار می‌شود و پس از آزمایش مهارت‌های مبارزه خود بر روی گروهی از اراذل و اوباش، یک گدای مرموز به او پول و یک تلفن همراه می‌دهد. دائه سو وارد یک رستوران سوشی می‌شود و در آنجا با می دو، یک سرآشپز جوان آشنا می‌شود. او یک تماس تلفنی تمسخر آمیز از اسیر کننده اش دریافت می‌کند، به زمین می‌افتد و توسط Mi-do گرفته می‌شود. دائه سو تلاش می‌کند تا آپارتمان می دو را ترک کند، اما می دو که اکنون به دائه سو علاقه‌مند است، مانع او می‌شود. آنها آشتی می‌کنند و شروع به ایجاد پیوند می‌کنند. پس از بهبودی، دائه سو تلاش می‌کند تا دخترش را بیابد، اما پس از اینکه متوجه شد دخترش پس از ربوده شدن به فرزندی گرفته شده‌است، از تلاش برای تماس با او منصرف می‌شود. دائه سو که اکنون روی شناسایی اسیرکنندگان خود متمرکز شده‌است، رستوران چینی را که غذای زندان او را درست می‌کرد، پیدا می‌کند و با تعقیب یک تحویل دهنده، زندان را پیدا می‌کند.
دائه سو متوجه می‌شود هتلی که در آن نگهداری می‌شد یک زندان خصوصی است، جایی که مردم برای زندانی کردن دیگران پول می‌دهند. او نگهبان، آقای پارک چئول وونگ را شکنجه و بازجویی می‌کند، که فاش می‌کند که دائه سو به دلیل «زیاد حرف زدن» زندانی شده‌است. نگهبانان آقای پارک می‌آیند تا به دائه سو حمله کنند و در راهروی هتل به شدت درگیر می‌شوند. دائه سو چاقو خورد اما موفق می‌شود همه آنها را شکست دهد. معلوم می‌شود که اسیر دائه سو یک تاجر ثروتمند به نام لی وو جین است. وو جین به او اولتیماتوم می‌دهد: اگر دائه سو بتواند انگیزه زندانی شدن خود را ظرف پنج روز کشف کند، وو جین خود را خواهد کشت. در غیر این صورت، او می دو را خواهد کشت. دائه سو و می دو به هم نزدیک می‌شوند و رابطه جنسی دارند. در همین حین، جو هوان سعی می‌کند با دائه سو با اطلاعات مهم تماس بگیرد، اما توسط وو جین به قتل می‌رسد. دائه سو در نهایت به یاد می‌آورد که او و وو جین به یک دبیرستان رفتند و او شاهد بود که وو جین با خواهر خود زنای با محارم انجام می‌داد. دائه سو آنچه را که دید به جو هوان گفت که باعث شد همکلاسی‌هایش در مورد آن غیبت کنند. شایعات پخش شد و خواهر وو جین خودکشی کرد و وو جین غمگین را به انتقام کشاند. در حال حاضر، وو جین دست آقای پارک را قطع می‌کند و آقای پارک و گروهش را به همراهی با دائه سو سوق می‌دهد. دائه سو می دو را به همراه مستر پارک ترک می‌کند و به مصاف وو جین می‌رود.
در پنت‌هاوس وو جین، او جعبه‌ای بنفش رنگ به دائه سو نشان می‌دهد که حاوی یک آلبوم خانوادگی حاوی عکس‌های دائو، همسرش و دختر شیرخوارش در کنار هم مربوط به سال‌ها پیش است، تا نشان دهد دخترش چگونه بزرگ شده‌است. سپس وو جین فاش می‌کند که می‌دو در واقع دختر دائه‌سو است، و او همه چیز را تنظیم کرده بود و با استفاده از هیپنوتیزم، دائه‌سو را به رستوران راهنمایی می‌کرد تا او و می‌دو عاشق هم شوند، به طوری که دائو سو همان درد محارم را که او تجربه کرد، تجربه کرد. وو جین فاش می‌کند که آقای پارک هنوز برای او کار می‌کند و تهدید می‌کند که حقیقت را به می دو خواهد گفت. دائه سو به دلیل اینکه منبع شایعه مرگ خواهر وو جین بوده عذرخواهی می‌کند و با تقلید از سگ و التماس خود را تحقیر می‌کند. وقتی وو جین تحت تأثیر قرار نمی‌گیرد، دائه سو زبان خود را به نشانه توبه بریده‌است. وو جین عذرخواهی دائسو را می‌پذیرد و به آقای پارک می‌گوید که حقیقت را از می دو پنهان کند. سپس دستگاهی را که ادعا می‌کند ریموت است روی ضربان‌سازش می‌اندازد و می‌رود. Dae-su دستگاه را در تلاش برای کشتن Woo-Jin فعال می‌کند، اما متوجه می‌شود که در واقع یک کنترل از راه دور برای بلندگوها است که ضبط صوتی Dae-su و Mi-do در حال رابطه جنسی را پخش می‌کند. در حالی که دائه سو از ناامیدی فرو می‌ریزد، وو جین وارد آسانسور می‌شود، جایی که خودکشی خواهرش را به یاد می‌آورد و با شلیک گلوله به خود می‌کشد.
مدتی بعد، دائه سو هیپنوتیزور را پیدا می‌کند و از او می‌خواهد که دانش خود را در مورد دخترش می دو پاک کند تا بتوانند در کنار هم شاد بمانند. برای متقاعد کردن او، سؤالی را که از مرد پشت بام شنیده بود، تکرار می‌کند و هیپنوتیزور هم موافقت می‌کند. پس از آن، Mi-do دائه سو را در برف می‌یابد، اما هیچ نشانه‌ای از هیپنوتیزم کننده وجود ندارد. می دو به عشق خود به او اعتراف می‌کند و آن دو در آغوش می‌گیرند. دائه سو به لبخندی گسترده تبدیل می‌شود که به آرامی با یک بیان مبهم تر جایگزین می‌شود.

## بازیگران
- چوی مین شیک در نقش اوه ده سو، تاجری که پس از ۱۵ سال زندانی شدن در یک زندان مرموز به دنبال انتقام است. چوی مین شیک برای نقشش بسته به برنامه فیلمبرداری وزن کم کرد و اضافه کرد، شش هفته تمرین کرد و بیشتر کارهای بدلکاری خود را انجام داد.
  - اوه ته کیونگ در نقش جوانی ده سو
- یو جی-ته در نقش لی وو جین، مردی که پشت زندان اوه ده سو قرار دارد. انتخاب ایده‌آل پارک چان ووک برای وو جین، هنرپیشه هان سوک کیو بود که قبلاً رقیب چوی مین شیک در شیری و شماره ۳ بود. پس از آن، یو جی-ته را برای این نقش پیشنهاد کرد، با وجود اینکه پارک معتقد بود او برای این نقش خیلی جوان بود.
  - یو یون-سوک در نقش وو جین جوان
- کانگ هه جونگ در نقش می دو
- جی ده هان در نقش نو جو هوان، دوست ده سو و صاحب یک کافی نت.
- وو ایل هان در نقش جوانی جو هوان
- کیم بیونگ اوک در نقش آقای هان، محافظ وو جین.
- یون جین سو در نقش لی سو آه، خواهر وو جین.
- اوه دال سو در نقش پارک چول وونگ، رئیس زندان خصوصی.
- اوه کوانگ-روک

## تولید
صحنه مبارزه راهرو هفده طول کشید تا در سه روز کامل شود و یک برداشت مداوم بود. هیچ گونه ویرایشی وجود نداشت، به جز چاقویی که در پشت اوه ده سو زده شد، که تصاویر کامپیوتری بود.
فیلمنامه در ابتدا خواستار برهنگی کامل پیشانی مرد بود، اما یو جی-ته پس از فیلمبرداری صحنه‌ها نظرش را تغییر داد.
دیگر تصاویر کامپیوتری در این فیلم شامل بیرون آمدن مورچه از بازوی ده سو (طبق ویژگی ساخت دی وی دی، کل بازو سی‌جی‌آی بود) و مورچه‌هایی که پس از آن روی او خزیده بودند. اختاپوسی که زنده خورده می‌شود توسط کامپیوتر ساخته نشده‌است. در طول فیلمبرداری این صحنه از چهار مورد استفاده شده‌است. چوی مین شیک، بازیگر بودایی، برای هر یک دعایی خواند. خوردن اختاپوس‌های متلاطم (به کره ای san-nakji (산낙지) به عنوان یک غذای لذیذ در آسیای شرقی وجود دارد، اگرچه معمولاً کشته و بریده می‌شود، نه کامل و زنده خورده می‌شود. چرخیدن نتیجه فعالیت عصبی پس از مرگ در شاخک‌های اختاپوس است. وقتی در تفسیر دی‌وی‌دی از او پرسیده شد که آیا برای چوی متأسف است یا خیر، کارگردان پارک چان ووک اظهار داشت که بیشتر برای اختاپوس متأسف است.
منظره برفی صحنه آخر در نیوزیلند فیلمبرداری شد. پایان بندی عمداً مبهم است و مخاطب با چند سؤال روبرو می‌شود: به‌طور خاص، چقدر زمان گذشته‌است، آیا ملاقات ده سو با هیپنوتیزور واقعاً اتفاق افتاده‌است، آیا او با موفقیت شناخت هویت می دو را از دست داده‌است یا خیر، و آیا او رابطه خود را با می دو ادامه خواهد داد. او در مصاحبه ای با پارک (همراه با اکران اروپایی فیلم)، می‌گوید که پایان مبهم عمدی بوده و قصد ایجاد بحث را داشته‌است. این کاملاً به هر بیننده ای بستگی دارد که آنچه را که نشان داده نمی‌شود تفسیر کند.